# El País (Kolumbien)
El País (deutsch Das Land) ist eine kolumbianische Regionalzeitung, die seit 1950 in Cali, Valle del Cauca, verlegt wird. Sie erscheint täglich mit einer durchschnittlichen Auflage von 68.000 wochentags und bis zu 92.000 Exemplaren am Wochenende. Die Zeitung gehört zu einer Mediengruppe, die von der Familie des Gründers Lloredo kontrolliert wird.
Das Blatt wurde am 23. April 1950 von dem regionalen Geschäftsmann und Politiker Álvaro Lloreda Caicedo und seiner Familie gegründet. Die Erstausgabe kam in einem alten Haus, nur einen Block von der Plaza de Caycedo, aus der Presse. Heute ist El País das beliebteste Medium im Departamento Valle del Cauca und im südwestlichen Landesteil Kolumbiens.
Das Journal ist ein Teil des lateinamerikanischen Zeitungsverbandes (PAL), dem auch andere große Verlage in Lateinamerika angehören.

## Weitere Publikationen der El País S.A.
Periódico Q´hubo Cali, Periódico Q´hubo Palmira, Periódico Palmira Hoy, Periódico Cartago Hoy, Revista Gente, Revista Nueva, Revista Gaceta, Revista R.P.M., Revista Metro x Metro, Periódico Rumba, Rabo & Oreja, Revista 500 empresas más poderosas, elpais.com.co, revistagente.com.co, qhubocali.com, Revista Salud & Vida, Revista Nueva.